# زكرياء زوكاري
زكرياء زوكاري (مواليد 6 يونيو 1995 بمدينة روتردام الهولندية)، هو لاعب ملاكم كيك بوكسينغ هولندي من أصول مغربية. محترف منذ 2013. زوكاري فاز في 2016 بكأس «S-cup -65kg World Tournament».